# 후지사토정
후지사토정(일본어: 藤里町 후지사토마치[*])은 일본 아키타현 북단에 있는 야마모토군의 정이다.

## 지리
시라카미 산지의 남쪽에 있다. 북서부 현 경계에 있는 시라카미 산지는 세계유산으로 등록되어 있으며 등록 구역의 약 4분의 1(아키타현 측의 모두)이 후지사토정 내에 있다. 가스게강과 후지코토강이 합류하는 지점에 정이 있지만 철도 노선이나 국도, 주요 지방도 등은 없다.

### 인접한 자치체
- 아키타현
  - 노시로시
  - 오다테시
  - 기타아키타시
  - 야마모토군 핫포정

- 아오모리현
  - 니시쓰가루군 아지가사와정
  - 나카쓰가루군 니시메야촌

## 역사
- 1955년 3월 31일 - 후지코토촌과 가스게촌이 합병해 후지사토촌이 되었다.
- 1963년 11월 1일 - 정으로 승격하였다.

## 인구
|                                                | |
| 후지사토정의 전국의 연령별 인구 분포（2005년） | 후지사토정의 연령·남녀별 인구 분포（2005년）                                                                           |
| ■자주색 ― 후지사토정 ■녹색 ― 일본전국          | ■파랑색 ― 남자 ■빨간색 ― 여자                                                                                          |
| · 후지사토정（에 해당되는 지역）의 인구추이    | |
| 일본 총무성 통계국 국세조사 결과               | |
|                                                | 기술적 문제로 인해 그래프를 일시적으로 사용할 수 없습니다. 파브리케이터와 미디어위키 위키에 더 자세한 정보가 있습니다. |